# Apanteles hypsipylae
Apanteles hypsipylae är en stekelart som beskrevs av Wilkinson 1928. Apanteles hypsipylae ingår i släktet Apanteles och familjen bracksteklar. Inga underarter finns listade i Catalogue of Life.